# Ирини Папа
Ирини Папа (на гръцки: Ειρήνη Παππά) е гръцка актриса. 

## Биография
Ирини Папа е родена 3 септември 1926  или 1929 в Хилиомоди, близо до Коринт, Гърция.

### Кариера
Участвала е в повече от 70 филма по време на над петдесетгодишната си кариера. Започва кариерата си в Гърция и става популярна там, преди да получи роли в международно признати филми, като „Оръдията на Наварон“ и „Зорба Гъркът“.

## Избрана филмография
| година | филм         | оригинално заглавие | роля         | режисьор         |
| ------ | ------------ | ------------------- | ------------ | ---------------- |
| 1962   | Електра      | Ηλέκτρα             | Електра      | Михалис Какоянис |
| 1964   | Зорба гъркът | Αλέξης Ζορμπάς      | Вдовицата    | Михалис Какоянис |
| 1977   | Ифигения     | Ιφιγένεια           | Клитемнестра | Михалис Какоянис |